# Iso Rytijärvi, Norrbotten
Iso Rytijärvi är en sjö i Pajala kommun i Norrbotten och ingår i Torneälvens huvudavrinningsområde. Sjön har en area på 0,0916 kvadratkilometer och ligger 201,1 meter över havet. Iso Rytijärvi ligger i Torne och Kalix älvsystem Natura 2000-område.

## Delavrinningsområde
Iso Rytijärvi ingår i det delavrinningsområde (747718-182751) som SMHI kallar för Ovan VDRID = Mertajoki i Torneälvens vattendragsy*. Medelhöjden är 180 meter över havet och ytan är 65,32 kvadratkilometer. Räknas de 929 avrinningsområdena uppströms in blir den ackumulerade arean 16 748,32 kvadratkilometer. Avrinningsområdets utflöde Torneälven (Kamajåkka) mynnar i havet. Avrinningsområdet består mestadels av skog (57 procent) och sankmarker (22 procent). Avrinningsområdet har 4,2 kvadratkilometer vattenytor vilket ger det en sjöprocent på 6,4 procent. Bebyggelsen i området täcker en yta av 2,17 kvadratkilometer eller 3 procent av avrinningsområdet.